# Megalopsalis grayi
Megalopsalis grayi är en spindeldjursart som först beskrevs av Henry Roughton Hogg 1920.  Megalopsalis grayi ingår i släktet Megalopsalis och familjen Monoscutidae. Inga underarter finns listade i Catalogue of Life.